# Theridion parvulum
Theridion parvulum là một loài nhện trong họ Theridiidae.
Loài này thuộc chi Theridion. Theridion parvulum được John Blackwall miêu tả năm 1870.